# Days Difference
Days Difference é uma banda de pop rock, formada em Virginia Beach, EUA, em 2004. O quarteto é composto por Jeremy Smith (vocal e teclado), Jonathan Smith (bateria), Miquéias Ricks (baixo) e Jeremias Ricks (guitarra). O grupo lançou seu primeiro álbum Números em 2007. O álbum foi lançado em 6 de outubro de 2009 e marca o primeiro lançamento do grupo principal na gravadora Universal Motown Records.

## Integrantes
- Jeremy William Smith - vocal, piano. Nasceu em Midland, Texas, em 1 de abril de 1988. Ele é o irmão mais novo de Jonathan Smith.
- Jonathan "Jon" Smith - Bateria. Ele nasceu em 6 de maio de 1986, em Midland, no Texas. Ele é o irmão mais velho de Jeremy Smith.
- Jeremias Ricks - guitarra e vocal. Ele nasceu em Chesapeake, Virgínia, 30 de abril de 1986.
- Micah Ricks - guitarra baixo. Ele é o irmão mais novo do guitarrista, Jeremias Ricks. Ele nasceu em 10 de julho de 1987, em Norfolk, Virgínia, EUA.

## Discografia

### Álbuns
| Ano  | Título          | Gravadora            |
| ---- | --------------- | -------------------- |
| 2007 | Numbers         | Black Dog Recordings |
| 2009 | Days Difference |                      |

### Singles
| Ano  | Título                              | Gravadora        |
| ---- | ----------------------------------- | ---------------- |
| 2008 | "1938 (Life is Still Worth Living)" | Self-Released    |
| 2009 | "Radio Song"                        | Universal Motown |
| 2009 | "Falling Into You"                  | Universal Motown |
| 2009 | "Are You Happy?"                    | Universal Motown |